# Adriana Karembeu
Pour les articles homonymes, voir Karembeu.
Adriana Karembeu, née Adriana Sklenaříková le 17 septembre 1971 à Brezno (Tchécoslovaquie), est une mannequin, actrice et animatrice de télévision slovaque. Elle vit et travaille en France.

## Biographie

### Jeunesse et enfance
Adriana Sklenaříková est la fille de Zlatica Gazdiková, une médecin d'origine slovaque et de Miroslav Sklenařík, un ingénieur tchèque (originaire de Vsetín, dans la région de Zlín), d'où son nom de famille tchèque. Elle a une sœur, Natalia Sklenaříková (née en 1977), avocate à Paris. À sa naissance, ses parents, alors étudiants, la confient à ses grands-parents qui l’élèvent jusqu'à ses six ans, âge auquel elle retourne vivre avec ses parents. Cependant, elle avouera plus tard que son père était froid et distant, et parfois violent avec elle, et qu'il lui préférait sa sœur. Elle dira aussi qu'elle a toujours éprouvé une grande admiration pour sa mère.
Adriana Sklenaříková étudie pendant plusieurs semestres à la faculté de médecine de l'université Charles de Prague. Lors de sa troisième année de médecine, en 1994, elle est remarquée par un recruteur d'une agence française de mannequins à l'occasion d'un concours de beauté.

### Débuts et révélation en tant quetop-model(années 1990)

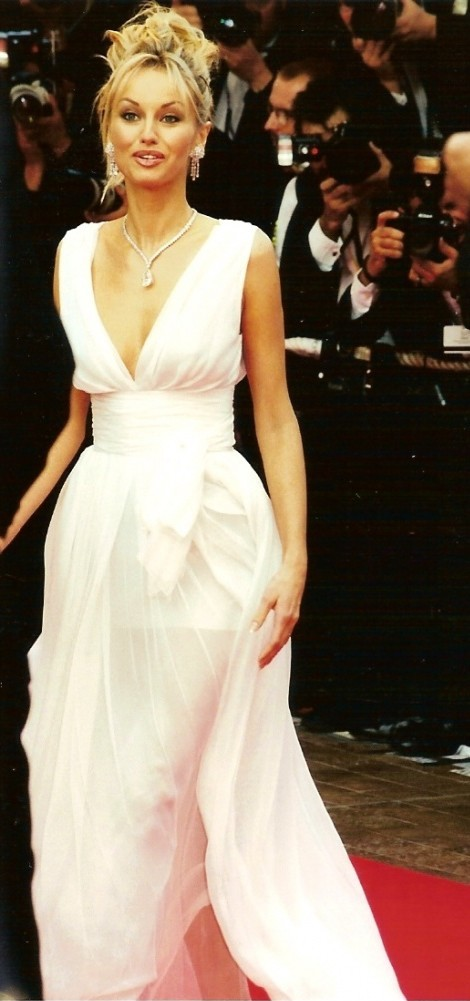
Adriana Karembeu au Festival de Cannes 1999.

Son billet d'avion en poche, Adriana Sklenaříková part pour Paris afin de commencer une nouvelle vie. Une fois arrivée, elle est installée dans un appartement avec d'autres mannequins débutants. Ses débuts sont difficiles. Elle reste huit jours sans manger car elle n'a pas un sou et ne parle alors que le slovaque, le tchèque et le russe et n'ose demander d'avance à personne. Son premier travail en tant que mannequin fut une séance photo en maillots de bain aux Bahamas pour le Catalogue des 3 Suisses. Elle confiera plus tard qu'à cette occasion, elle a gagné en une journée ce que sa mère gagnait en un an.
Puis, rapidement, les événements tournent en sa faveur. Elle défile pour de grandes marques comme Thierry Mugler, Rochas, Karl Lagerfeld, Givenchy ou encore Lanvin. Elle devient l'un des mannequins les plus demandés de la fin des années 1990 et voit son salaire exploser, ainsi que sa cote de popularité (particulièrement en France).
Elle devient ensuite l'égérie de la marque de lingerie féminine Wonderbra, marque dont elle relèvera immédiatement le potentiel commercial avec 240 000 unités vendues en 2001, soit le double de l’année précédente. Elle est également devenue le visage publicitaire des marques Victoria's Secret, Roberto Cavalli, Majestic, Onyx Jeans et de la marque tchèque Škoda.
Elle est photographiée par les photographes de mode les plus célèbres comme Steven Meisel, Patrick Demarchelier, Peter Lindbergh et Ellen von Unwerth. Adriana Sklenaříková fait aussi la couverture de nombreux magazines dont : Elle, Vanity Fair, Harper's Bazaar, Vogue, Cosmopolitan, Photo, Casting, EMMA, Boxer (en) et Maximal.
En 1994, elle joue son propre rôle dans le film Prêt-à-porter, aux côtés d'autres top-models comme Claudia Schiffer, Naomi Campbell et Helena Christensen. Cette satire est réalisée par Robert Altman.
Elle s'aventure aussi du côté de la télévision : d'abord en animant une émission italienne, Domenica In, sur la RAI UNO, la plus grande chaîne de télévision italienne, puis en faisant un caméo dans le shortcom français à succès Un gars, une fille. Ce caméo lui permet de passer à la télévision.
En 1998, elle prend le nom de son mari, Christian Karembeu.

### Diversification (années 2000)
En juin 2003, Adriana Karembeu participe à l'opération de vente aux enchères de « Photos de stars » parrainée cette année-là par Sophie Marceau. Puis elle apparait brièvement dans l'une des pastilles de l'émission Elie Annonce Semoun la Suite. Elle tourne une publicité pour les matelas Bultex, diffusée de 2003 à 2005.
En 2004, elle partage l'affiche de la comédie dramatique Trois Petites Filles avec Gérard Jugnot. Ce film est écrit et réalisé par Jean-Loup Hubert, qui lui confie le rôle d'une gogo danseuse au grand cœur, dont Jugnot interprète l'impresario. Parallèlement, elle poursuit ses activités médiatiques habituelles : en 2005, elle crée sa gamme de cosmétiques SILICIUM+. Et en 2006, elle est élue la femme la plus sexy du monde par FHM France.
En février 2007, elle revient à la comédie pour Adriana et moi, un téléfilm de fiction dont elle est l'héroïne. Elle interprète une star des podiums qui rencontre un modeste fleuriste, joué par Bernard Yerlès, sur les quais de la station de métro Châtelet-les Halles.
En automne 2007, elle présente et est présidente du jury de Top Models, émission de télé-réalité diffusée sur M6, visant à promouvoir des jeunes filles au rang de mannequin.
En 2008, elle joue le rôle de Madame Agecanonix dans le film Astérix aux Jeux olympiques. En juillet, elle apparaît dans l'émission Rendez-vous en terre inconnue sur France 2 où elle passe deux semaines chez les Amharas, un peuple chrétien d'Éthiopie.
Depuis son lancement, Adriana Karembeu présente en compagnie de Jérémy Urbain le concours Top Model Belgium (concours qui recrute des jeunes talents belges et leur offre de nombreuses opportunités dont des contrats dans l'agence d'Adriana à Paris.
En 2008, elle devient l'égérie de la chaîne d'opticiens Atol, qui crée une collection de lunettes à son nom, la « collection Adriana Karembeu ». Toujours en 2008, elle apparaît dans les publicités de l'opérateur téléphonique Virgin Mobile.

### Confirmation en tant qu'animatrice (années 2010)
En 2011, Adriana Karembeu est la marraine de l'émission Génération mannequin diffusée sur la chaîne NRJ 12.
Le 4 mai 2011, elle annonce via un communiqué de presse, que sa société AKD (Adriana Karembeu Diffusion) va être introduite à la Bourse de Paris.
En février-mars 2011, elle participe à la première saison de l'émission Danse avec les stars sur TF1, aux côtés du danseur Julien Brugel, et termine quatrième de la compétition.
En 2012, elle coanime Les Pouvoirs extraordinaires du corps humain aux côtés de Michel Cymes sur France 2. La même année, elle présente un nouveau docu-réalité sur M6 traitant de la complexité de la vie de couple et fera aussi une apparition sur la même chaîne dans la série Scènes de ménages.
La même année, elle devient l'égérie des magasins de meubles et d'objets de décoration Atlas.
Le 8 décembre 2012, au Zénith de Limoges, elle est membre du jury de l'élection de Miss France 2013 retransmise en direct sur TF1, aux côtés d'Alain Delon (président du jury), Mireille Darc (vice-présidente), de Nikos Aliagas, Camille Muffat, Frédéric Diefenthal et Alexandra Rosenfeld.
En 2013, elle participe à Pékin Express sur M6 aux côtés de Roger et René pour la 2de étape à Cuba.
Du 16 au 31 mars 2013, elle commente les temps forts du rallye des Gazelles sur M6.
Du 31 mai au 5 juin 2014, elle participe avec sa sœur Natalia au quinzième rallye des Princesses.
En août 2023, elle participe à l'émission de télévision La Photo parfaite sur M6.

### Activités caritatives
En 1999, Adriana Karembeu commence à soutenir la lutte contre les mines antipersonnel.
En 2000, elle aide la Croix-Rouge française dans sa campagne « Des gestes qui sauvent » de formation aux premiers secours (et participe directement au contenu du livre et du CD-ROM, édité en 2002 avec le même nom, remis aux stagiaires de la formation officielle à l'AFPS, CD-livre diffusé aussi à prix modique en librairie pour aider au financement de cette campagne qui espère former 20 % de la population française aux premiers secours en moins de dix ans, soit près de deux millions de stagiaires par an dans les centaines de centres de formation agréés partout sur le territoire et dans les écoles).
En 2004, Adriana Karembeu participe à nouveau à cette opération organisée par Reporters sans frontières pour apporter un soutien financier aux familles des vingt-neuf journalistes emprisonnés à Cuba. En novembre, Adriana Karembeu est nommée « Ambassadrice slovaque dans le monde » par le président slovaque Rudolf Schuster.
Depuis mars 2010, elle est l'ambassadrice du football féminin pour la Fédération française de football (FFF). Marraine de la fête des quarante ans du football féminin, elle s'est encore engagée plus durablement pour cette cause et sera amenée à se rendre à des matchs, des rassemblements de masse, des événements en région, des visites de clubs ou d'écoles de football féminins. Son message portera sur l'intérêt de la pratique féminine et de la nécessité d'intégrer les femmes dans toutes les structures et à tous les niveaux.
Elle est ambassadrice de la Croix-Rouge française.

## Vie privée

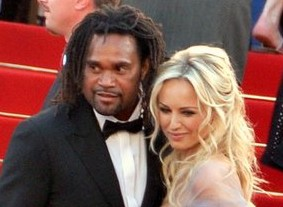
Adriana et Christian Karembeu au festival de Cannes 2010.

Adriana Karembeu se marie avec le footballeur français Christian Karembeu en Corse le 22 décembre 1998. Ils se séparent en 2011.
Elle se remarie le 14 juin 2014 à Monaco avec André Ohanian, un homme d'affaires d'origine arménienne. Elle vit avec lui à Marrakech (Maroc), où il possède un restaurant. Après une fausse couche en 2016, la presse annonce une nouvelle grossesse et une naissance prévue pour juillet 2018. Elle donne finalement naissance à une petite fille, Nina, le 17 août 2018. En décembre 2022, Adriana Karembeu annonce sa séparation avec son mari.
Elle aurait eu, en 2023, une liaison avec Stomy Bugsy,.
Le 24 juin 2024, le magazine Paris Match annonce le début d'une relation avec le chanteur Marc Lavoine.
Elle conserve le patronyme de son premier mari pour ses activités sociales et médiatiques.
Adriana Karembeu mesure 1,85 m,.

## Décoration
- Médaille d'honneur de la santé et des affaires sociales, or en qualité d'« ambassadrice de la Croix-Rouge française » (2012)[22].

## Filmographie
Sauf indication contraire, les informations mentionnées dans cette section peuvent être confirmées par les bases de données cinématographiques IMDb et Allociné,  présentes dans la section « Liens externes ».

### Cinéma
- 1994 : Prêt-à-porter de Robert Altman : elle-même
- 2004 : Trois Petites Filles de Jean-Loup Hubert : Laetitia
- 2008 : Astérix aux Jeux olympiques de Thomas Langmann et Frédéric Forestier : Madame Agecanonix

### Télévision
- 2001 : Un gars, une fille : son propre rôle[23] (saison 3, épisode 85 « Cours de secourisme »)
- 2007 : Adriana et moi (téléfilm) de Williams Crépin : Adriana
- 2012 : Scènes de ménages, épisode spécial Ce soir, ils reçoivent de Karim Adda et Francis Duquet : Vanessa, la voisine de Liliane et José, et femme de Vincent
- 2013 : RIS police scientifique, saison 8, épisode La Femme de l'ombre de Virginie Brami : Krystel Regnier
- 2012 : Scènes de ménages, épisode spécial Entre amis de Karim Adda et Francis Duquet : Vanessa
- 2014 : Nos chers voisins, épisode Un Noël presque parfait : Jennifer, une coach qui essaie de faire d'Alex un père respectable
- 2015 : Meurtres à Étretat (collection Meurtres à...) de Laurence Katrian : Karine Zenco
- 2015 : Section de recherches, saison 9, épisode Copycat de Gérard Marx : Tina Kepler
- 2015 : Doc Martin, saison 4, épisode La Belle et la Bête de Stéphane Kappes : Adriana Soupov
- 2015 : Scènes de ménages, épisode spécial Enfin en vacances à la mer : Vanessa
- 2021 : Plus belle la vie, saison 18, rôle récurrent : Adriana (elle-même)
- 2023 : Un gars, une fille (au pluriel) : une fille
- 2024 : L'Incroyable Embouteillage 2 : Vive les mariés ! de David Charhon : Juliette

### Publicités
- 2008 : Atol
- 2023 : Royal Extension

### Clip
- 1999 : Like This Like That du groupe Organiz[24]

## Émissions de télévision

### Participante
- 2005 : Qui veut gagner des millions ? sur TF1
- 2006 : Fort Boyard sur France 2
- 2007 : Top Model (saison 2) sur M6
- 2008 : Rendez-vous en terre inconnue sur France 2
- 2011 : Génération mannequin sur NRJ 12
- 2011 : Danse avec les stars (saison 1) sur TF1
- 2012 : Élection de Miss France 2013 sur TF1
- 2013 : Pékin Express sur M6
- 2018 : À l'état sauvage sur M6
- 2023 : La Photo parfaite sur M6
- 2023 : Élection de Miss France 2024 sur TF1 : jurée
- 2024 : Notre vraie nature présentée par Frédéric Lopez sur France 2

### Animatrice
- 1999 - 2000 : Domenica in sur Rai 1 (Italie) avec Romina Mondello et Natalie Kriz
- 2003 : Le Bêtisier de Noël sur France 2
- 2004 : Questions de survie sur France 2 : coprésentation avec Nagui et Sophie Davant
- 2005 : Élection de Miss Europe 2005 avec Jean-Pierre Foucault sur TF1
- 2006 : La Nuit des records avec Olivier Minne sur France 2
- 2010 : Un jour une photo sur Paris Première
- 2012 - 2023 : Les Pouvoirs extraordinaires du corps humain avec Michel Cymes sur France 2
- 2013 : Temps forts du rallye des Gazelles sur M6
- 2013 - 2014 : Pour le meilleur et pour le pire sur M6
- 2015 : Recherche dans l'intérêt des familles sur M6
- 2015 : Jusqu'au bout du monde sur France 2
- 2019 : Le Test qui sauve sur France 2 avec Michel Cymes
- 2025 : Top Model International sur TV Monaco avec Adil Rami[25]

## Publications
- Je viens d'un pays qui n'existe plus (autobiographie), Le Seuil, 2014.
- Tout ce que vous avez toujours voulu savoir pour... être au top (et le rester), Michel Lafon, 2017.
- Libre, Leduc, 2024.